# Li Hsing
Li Zida, conocido por su seudónimo Li Hsing (Shanghái; 20 de mayo de 1930-Taipéi; 19 de agosto de 2021), fue un actor y cineasta taiwanés considerado el padre del cine taiwanés. Dirigió más de treinta películas entre los años 1959 y 1986. Mantiene el record de obtener tres premios consecutivos en el Festival de Premios Caballo de Oro de Cine de Taipéi.

## Biografía
Li Hsing nació como Li Zida en Shanghái en 1930. Emigró y se estableció en Taiwán en 1948 durante la guerra civil china. Cursó estudios en la Universidad Normal de Taiwán. Trabajó como reportero en un periódico publicado por su padre y paralelamente actuó en algunas películas. Debutó como director en la codirección de la película Brother Liu and Brother Wang on the Roads in Taiwan (1958). Sus primeras películas no estaban rodadas en mandarín, sino en la variante local del hokkien (o taiwanés) a pesar de no dominar el idioma. Produjo una cantidad importante de películas en esa lengua. Durante la década de los 70 ganó tres veces seguidas el premio de mejor película del Festival de Premios Caballo de Oro de Cine de Taipéi, algo que hasta la fecha no se ha vuelto a conseguir. En 2015 obtuvo el Premio Nacional de Cultura, otorgado por el Yuan Ejecutivo, por "haber realizado especiales contribuciones al mantenimiento y mejora de la cultura" y "es el mayor honor que un individuo puede obtener en la comunidad cultural".
Sus películas más destacadas son Jietou xiangwei (1963), Ke nu (1963), Yang ya ren jia (1965), Qiu jue (1972), Wang yang zhong de yi tiao chuan (1979) y Tangshan guo Taiwan (1986).

### Fallecimiento
Li Hsing falleció en Taipéi el 19 de agosto de 2021. Un cuadro de insuficiencia cardíaca provocó su muerte a los noventa y un años de edad.